# فولودومير شتانكو
شتانكو فولوديمير أوليكسيوفيتش هو فنان أوكراني، ورسام كتب الأطفال.
عرف عن والديه أيضا أنهما كانا فنانين ورسامين.